# Георгиевское (Калининградская область)
Георгиевское — посёлок в Гурьевском городском округе Калининградской области. До 2014 года входило в состав Храбровского сельского поселения.

## История
В 1905 году местечко Трёмпау было переименовано в Конрадсхорст.
В 1946 году Конрадсхорст был переименован в поселок Георгиевское.

## Население
| 2002 | 2010 |
| ---- | ---- |
| 54   | ↗69  |

в 1910 году в нем проживало 30 человек.